# Tsutomu Miyazaki
Tsutomu Miyazaki (jap. 宮崎 勤, Miyazaki Tsutomu; * 21. August 1962 in Ōme; † 17. Juni 2008 in Tokio) war ein japanischer Serienmörder und Kannibale, der in den Jahren 1988 und 1989 in der Präfektur Saitama vier Mädchen im Alter zwischen vier und sieben Jahren tötete, sich an den Leichen sexuell verging und Teile zweier Opfer verzehrte. Er wurde auch als Otaku-Mörder oder Dracula bekannt.

## Kindheit, Schulzeit und Beruf
Miyazaki war anfänglich ein Schüler mit sehr guten Leistungen, der von seinen Mitschülern aufgrund seiner seit Geburt verdrehten Hände und versteiften Handgelenke gemieden wurde und sich zum Einzelgänger entwickelte. Während der Oberstufe verschlechterten sich seine Leistungen so sehr, dass er seine Absicht, an der Meiji-Universität Anglistik zu studieren und Lehrer zu werden, nicht verwirklichen konnte. Stattdessen machte er eine Ausbildung zum Fototechniker und fand eine Anstellung als Arbeiter in einer Druckerei. Miyazaki galt als sanfter, stiller und gehorsamer Angestellter.

## Taten
Seine Opfer suchte Miyazaki nach dem Zufallsprinzip aus. Alle vier erwürgte er und missbrauchte sie post mortem sexuell. Außerdem aß er Teile seiner beiden letzten Opfer.
Das erste Opfer, die vierjährige Mari Konno, ließ er zunächst in den Hügeln in der Nähe seines Wohnsitzes verwesen. Später schnitt er ihr Hände und Füße ab und bewahrte diese bis zu seiner Festnahme in seinem Schrank auf. Die restlichen Knochen verbrannte er in einem Ofen, zermahlte sie zu Pulver und ließ sie zusammen mit einigen übriggebliebenen Zähnen und Fotografien ihrer Kleidung in einem Pappkarton ihrer Familie zukommen. Dazu legte er eine Postkarte mit der Aufschrift:

„Mari. Kremiert. Knochen. Nachforschungen. Beweis.“

Das zweite Opfer war die siebenjährige Masami Yoshizawa.
Der Familie seines dritten Opfers, der vierjährigen Erika Nanba, schrieb er eine Postkarte mit den aus Zeitschriften ausgeschnittenen Worten:

„Erika. Kalt. Husten. Kehle. Ruhe. Tod.“

Die Körperteile seines letzten Opfers, der fünfjährigen Ayako Nomoto, verstreute er über die Wälder der Präfektur Saitama hinaus bis in die Präfektur Tokio.
Miyazaki schickte den Familien aller Opfer Briefe, in denen er ausführlich beschrieb, was er dem jeweiligen Kind angetan hatte. Wie die Polizei später herausfand, waren alle Familien auch telefonisch belästigt worden, alle nach demselben Muster und wahrscheinlich ebenfalls durch Miyazaki: Wurde abgenommen, meldete sich niemand, ging niemand ans Telefon, klingelte es bis zu zwanzig Minuten lang.
In der Präfektur Saitama war die Zahl der registrierten Straftaten an Kindern lange Zeit sehr niedrig gewesen. Umso panischer war die Reaktion der Bevölkerung auf die Morde.

## Festnahme
Im Juli 1989 versuchte Miyazaki in einem Park in der Nähe seines Elternhauses gerade, ein Mädchen im Grundschulalter zu missbrauchen, als er von dessen Vater überrascht wurde. Es gelang ihm zunächst, zu Fuß zu fliehen. Als er später in den Park zurückkehrte, um sein Auto zu holen, wurde er festgenommen.
Nach kurzem Verhör legte er ein alle vier Morde umfassendes Geständnis ab und gab zu, ein gestörtes Verhältnis zu erwachsenen Frauen zu haben. Er behauptete, dass alles „wie im Traum“ abgelaufen sei.
Die Durchsuchung seiner Wohnung, eines aus zwei Zimmern bestehenden Bungalows, förderte insgesamt 5.763 Videobänder zutage. Die meisten davon waren – anders als später vielfach von den Medien berichtet – Aufnahmen regulärer Filme oder von Baseball-Anime. Einige Kassetten enthielten aber auch Hentai- und Slasher-Filme, zwischen die Bild- und Videomaterial der Opfer eingestreut war. Daneben bildeten Horrorfilme einen wesentlichen Bestandteil der Sammlung. Besonders zu erwähnen sind die ersten fünf Teile der Guinea-Pig-Reihe, denn den zweiten Teil dieser Reihe, Flowers of Flesh and Blood, hatte Miyazaki offenbar als Vorlage für eine seiner Taten verwendet.

## Prozess und Verurteilung
1989 wurde Miyazaki zunächst lebenslang in eine psychiatrische Anstalt eingewiesen. Während des Verfahrens wirkte er ruhig und gefasst und vermittelte den Eindruck, dass ihm seine Verhaftung gleichgültig sei. An sein Geständnis behauptete er sich nicht erinnern zu können. Sein Vater weigerte sich, für die Verteidigung seines Sohnes finanziell aufzukommen, und beging nach dessen Verurteilung Suizid.
Am Ende einer Reihe psychiatrischer Untersuchungen kam 1997 eine Gruppe von Psychiatern der Universität Tokyo zu dem Ergebnis, dass Miyazaki zwar an dissoziativer Identitätsstörung und hochgradiger Schizophrenie leide, sich gleichwohl aber der Bedeutung und Tragweite seiner Taten bewusst und somit für sie verantwortlich sei. Kurze Zeit später wurde Miyazaki zum Tod durch Hängen verurteilt.
Am 17. Januar 2006 lehnte der Oberste Gerichtshof Japans eine Aufhebung des Todesurteils ab.
Miyazaki wurde am 17. Juni 2008 in Tokio durch den Strang hingerichtet.